# Hornstedtia deliana
Hornstedtia deliana är en enhjärtbladig växtart som beskrevs av Theodoric Valeton. Hornstedtia deliana ingår i släktet Hornstedtia och familjen Zingiberaceae.
Artens utbredningsområde är Sumatera. Inga underarter finns listade i Catalogue of Life.